# Acanthurus chronixis
Acanthurus chronixis är en fiskart som beskrevs av Randall, 1960. Acanthurus chronixis ingår i släktet Acanthurus och familjen Acanthuridae. IUCN kategoriserar arten globalt som sårbar. Inga underarter finns listade i Catalogue of Life.